# Risa Takashima
Risa Takashima (Omuta, 8 de fevereiro de 1999) é uma esgrimista japonesa.

## Carreira
Quando ingressou no ensino médio, decidiu se matricular na JOC Elite Academy e se mudou para Tóquio. Durante seu treinamento na academia, ela frequentou a Inatsuki Junior High School e a Teikyo High School em Kita Ward, Tóquio. Enquanto estava no ensino médio, foi selecionada para representar o Japão como cadete e venceu a divisão de sabre individual feminino de cadetes no Campeonato Asiático de Esgrima de Cadetes Júnior de 2013.
Nos Jogos Olímpicos de Verão de 2024, em Paris, conquistou a medalha de bronze na disputa de sabre por equipes ao lado de Seri Ozaki, Misaki Emura e Shihomi Fukushima.